# Robin Froidevaux
Robin Froidevaux (Morges, 17 de octubre de 1998) es un deportista suizo que compite en ciclismo en las modalidades de pista y ruta.
En los Juegos Europeos de Minsk 2019 obtuvo dos medallas, oro en la prueba de madison y bronce en persecución por equipos. En carretera obtuvo una medalla de plata en el Campeonato Europeo de Ciclismo en Ruta de 2020, en la prueba de contrarreloj por relevos mixtos.

## Medallero internacional
| Juegos Europeos | Juegos Europeos      | Juegos Europeos   | Juegos Europeos         |
| Año             | Lugar                | Medalla           | Competición             |
| --------------- | -------------------- | ----------------- | ----------------------- |
| 2019            | Minsk ( Bielorrusia) | Medalla de oro    | Madison                 |
| 2019            | Minsk ( Bielorrusia) | Medalla de bronce | Persecución por equipos |

| Campeonato Europeo | Campeonato Europeo | Campeonato Europeo | Campeonato Europeo              |
| Año                | Lugar              | Medalla            | Competición                     |
| ------------------ | ------------------ | ------------------ | ------------------------------- |
| 2020               | Plouay ( Francia)  | Medalla de plata   | Contrarreloj por relevos mixtos |

## Palmarés
2022
- 1 etapa del Istrian Spring Trophy
- Campeonato de Suiza en Ruta

## Resultados en Grandes Vueltas
| Carrera | Carrera         | 2018 | 2019 | 2020 | 2021 | 2022 | 2023 | 2024  |
| ------- | --------------- | ---- | ---- | ---- | ---- | ---- | ---- | ----- |
|         | Giro de Italia  | —    | —    | —    | —    | —    | —    | 136.º |
|         | Tour de Francia | —    | —    | —    | —    | —    | —    | —     |
|         | Vuelta a España | —    | —    | —    | —    | —    | —    | —     |

| —: No participó | Ab: Abandono |